# U–540
Az U–540 tengeralattjárót a német haditengerészet rendelte a hamburgi Deutsche Werft AG-től 1941. június 5-én. A hajót 1943. március 10-én állították szolgálatba. Egy harci küldetése volt, hajót nem süllyesztett el.

## Pályafutása
A tengeralattjáró Bergenből futott ki egyetlen járőrútjára 1943. október 4-én, kapitánya Lorenz Kasch volt. Izlandtól délre elhaladva kifutott az Atlanti-óceán északi részére. Október 17-én a Farvel-foktól délkeletre hajózott, amikor a Brit Királyi Légierő két B–24 Liberatorja mélységi bombákkal elsüllyesztette. A teljes legénység, 55 ember elesett.

## Kapitány
| Név          | Kezdőnap          | Zárónap           |
| ------------ | ----------------- | ----------------- |
| Lorenz Kasch | 1943. március 10. | 1943. október 17. |

## Őrjárat
| Indulás | Indulónap        | Érkezés | Zárónap           |
| ------- | ---------------- | ------- | ----------------- |
| Bergen  | 1943. október 4. | *       | 1943. október 17. |

* A hajó nem jutott el célállomására, elsüllyesztették